# Ehrhard Behrends
Ehrhard Behrends (* 1946) ist ein deutscher Mathematiker und Professor im Ruhestand.

## Leben
Behrends wurde 1970 bei Gerd Wittstock an der Freien Universität Berlin promoviert (Charakterisierung von Simplexen durch Fortsetzungs- und Liftungseigenschaften).
Er war von 1973 bis 2014 Professor an der FU Berlin, sein besonderes Interesse gilt der Funktionalanalysis und Wahrscheinlichkeitstheorie.
2008/09 organisierte er mit Hadwig Dorsch eine Mathematikausstellung am Deutschen Technikmuseum Berlin.
Er verfasste mehrere populärwissenschaftliche Bücher über Mathematik und hatte eine Kolumne in der Welt: Fünf Minuten Mathematik.

## Schriften
- Der große mathematische Zauberstab. Brandneue Kunststücke mit Karten und Zahlen. Rowohlt Verlag, Hamburg 2024, ISBN 978-3-499-01425-3.
- Mathematik und Zaubern. Ein Einstieg für Mathematiker. Springer Spektrum, Wiesbaden 2017, ISBN 978-3-658-17504-7.
- Wie rechnen Quanten? Die neue Welt der Quantencomputer. In: Aigner, M., Behrends, E. (eds) Alles Mathematik. Springer Spektrum, Wiesbaden, 2016. doi:10.1007/978-3-658-09990-9_15
- Der mathematische Zauberstab. Verblüffende Tricks mit Karten und Zahlen (= Rororo. 62902). Rowohlt Taschenbuch Verlag, Reinbek bei Hamburg 2015, ISBN 978-3-499-62902-0.
- Elementare Stochastik. Ein Lernbuch – von Studierenden mitentwickelt. Springer Spektrum, Wiesbaden 2013, ISBN 978-3-8348-1939-0.
- Markovprozesse und stochastische Differentialgleichungen. Vom Zufallsspaziergang zur Black-Scholes-Formel. Springer Spektrum, Wiesbaden 2013, ISBN 978-3-658-00987-8.
- als Herausgeber mit Nuno Crato, José Francisco Rodrigues: Raising public awareness of mathematics. Springer, Berlin u. a. 2012, ISBN 978-3-642-25709-4.
- als Herausgeber mit Peter Gritzmann, Günter M. Ziegler: π & Co. Kaleidoskop der Mathematik. Springer, Berlin u. a. 2008, ISBN 978-3-540-77888-2.
- Fünf Minuten Mathematik. 100 Beiträge der Mathematik-Kolumne der Zeitung Die Welt. Vieweg, Wiesbaden 2006, ISBN 3-8348-0082-1 (2. Auflage. Vieweg + Teubner, Wiesbaden 2008, ISBN 978-3-8348-0577-5; auch ins Russische, Englische, Japanische, Koreanische, Italienische, Griechische, Französische übersetzt).
- Analysis. 2 Bände. Springer Spektrum, Wiesbaden 2003–2004, ISBN 3-528-03199-9 (Bd. 1), ISBN 3-528-03200-6 (Bd. 2).
- Introduction to Markov chains. With special emphasis on rapid mixing. Vieweg, Braunschweig u. a. 2000, ISBN 3-528-06986-4.
- als Herausgeber mit Martin Aigner: Alles Mathematik. Von Pythagoras zum CD-Player. Vieweg, Braunschweig u. a. 2000, ISBN 3-528-03131-X (4., erweiterte Auflage als: Alles Mathematik. Von Pythagoras zu Big Data. Springer Spektrum, Wiesbaden 2016, ISBN 978-3-658-09989-3; darin von Behrends über Quantencomputer, Zufall und Mathematik und Mathematik von Wahlen).
  - Englische Übersetzung (der 3. Auflage, 2009): Mathematics Everywhere. American Mathematical Society, Providence RI 2010, ISBN 978-0-8218-4349-9.
- Überall Zufall. Eine Einführung in die Wahrscheinlichkeitsrechnung. BI, Mannheim u. a. 1994, ISBN 3-411-17091-3.
- Maß- und Integrationstheorie. Springer, Berlin u. a. 1987, ISBN 3-540-17850-3.
- M-structure and the Banach-Stone theorem (= Lecture Notes in Mathematics. 736). Springer, Berlin u. a. 1979, ISBN 3-540-09533-0.